# Gaja-et-Villedieu
Gaja-et-Villedieu – miejscowość i gmina we Francji, w regionie Oksytania, w departamencie Aude.
Według danych na rok 1990 gminę zamieszkiwało 231 osób, a gęstość zaludnienia wynosiła 30 osób/km² (wśród 1545 gmin Langwedocji-Roussillon Gaja-et-Villedieu plasuje się na 684. miejscu pod względem liczby ludności, natomiast pod względem powierzchni na miejscu 873.).

## Zabytki
Zabytki w miejscowości posiadające status Monument historique:
- zamek Villemartin (Château de Villemartin)